# Провальський степ
Прова́льський степ — відділення Луганського природного заповіднику, розташоване біля села Провалля Довжанського району. Складається з двох ділянок (урочищ): Калинівської (299,61 га) і Грушевської (287,89 га). Екосистеми Провальського степу практично зруйновані у ході російської збройної агресії проти України (2014—2016).

## Історія
З 1846 року ця територія належала Провальському кінному заводу, з 1945-го — радгоспу «Провальський». У 1975 році тут було створено державний заповідник «Провальський степ», до складу якого увійшли такі угіддя: пасовища — 416 га, ліс — 162,4 га, сіножаті — 7,5 га і рілля — 1,6 га.
Провальський степ практично зруйнований у часи російської збройної агресії проти України (2014—2015). Проїзд важкої техніки, і перш за все танків, територією заповідника перетворив його на мереживо доріг. (див. Екологічні наслідки війни на сході України).

## Природні умови
Територія «Провальського степу» належить до Лозовсько-Каменського фізико-географічного району, який в тектонічному відношенні збігається з північним крилом Донецької складчастої країни. У геологічному складі вирішальну роль відіграють пісковики, вапняки і піщані сланці кам'яновугільного періоду. Рельєф території гривастий (грядово-улоговинний), поверхня сильно розчленована улоговинами і балками. Висота місцевості становить від 150 до 230 м над рівнем моря.
Грушевська ділянка включає частину вододілу між річками Велике Провалля і балкою Грушевською; Калинівська — між балками Велике Провалля і Калинівська.
Найбільш поширені наступні ґрунти: чорноземи щебенисті на елювії піщано-глинистих і глинистих сланців, чорноземи щебенисті на елювії пісковиків, дернові ґрунти на елювії некарбонатних порід, піщано- і пилувато-середньо-суглинистого механічного складу.
Клімат місцевості більш континентальний порівняно із кліматом західних районів області і вологіший, ніж в навколишніх рівнинно-степових районах Донбасу. Річна сума опадів сягає 600 мм, середньорічна температура повітря становить +6-7°С, середньомісячна температура січня — −6-8°С, липня — +20-22°С. Абсолютні температурні мінімуми досягають −30-35°С, максимуми — +35-40°С. Безморозний період триває 160—180 днів. Для цього району характерні весняно-літні суховії.
На території заповідника «Провальський степ» існують постійні водотоки — річка Верхнє Провалля із притокою Калинова (притока річки Велика Кам'янка). Вони неглибокі (15-57 см) й вузькі (3-5 м завширшки), на кам'янистих перекатах розбиваються на кілька дрібних струмків. В охоронній зоні Грушевського урочища в балці Грушевській є ставок Катарал, площею близько 42 га, у межах Калинівської ділянки — невеликий (0,3 га) ставок, що був побудований у 90-х роках минулого століття на р. Верхнє Провалля. Річки і балка належать до системи р. Велика Кам'янка — правої притоки Сіверського Дінця.

### Ландшафтний склад
Степи — 88 %,

умовно-природні ліси — 12 %,

штучні ліси — 0 %,

водойми — 0 %,

орні землі — 0 %,

населені пункти — 0 %.

## Флора

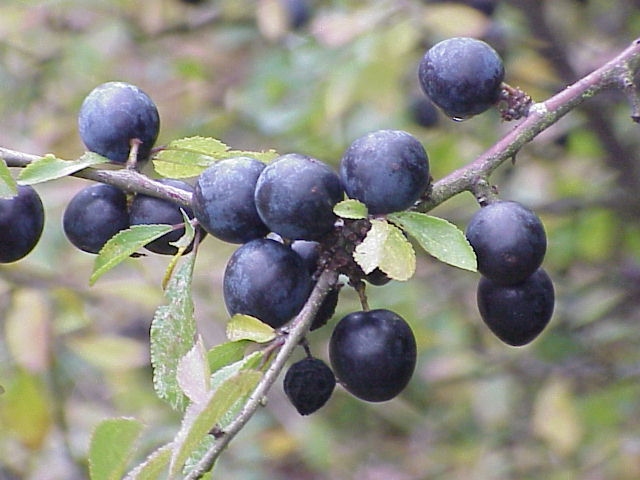
Плоди терену

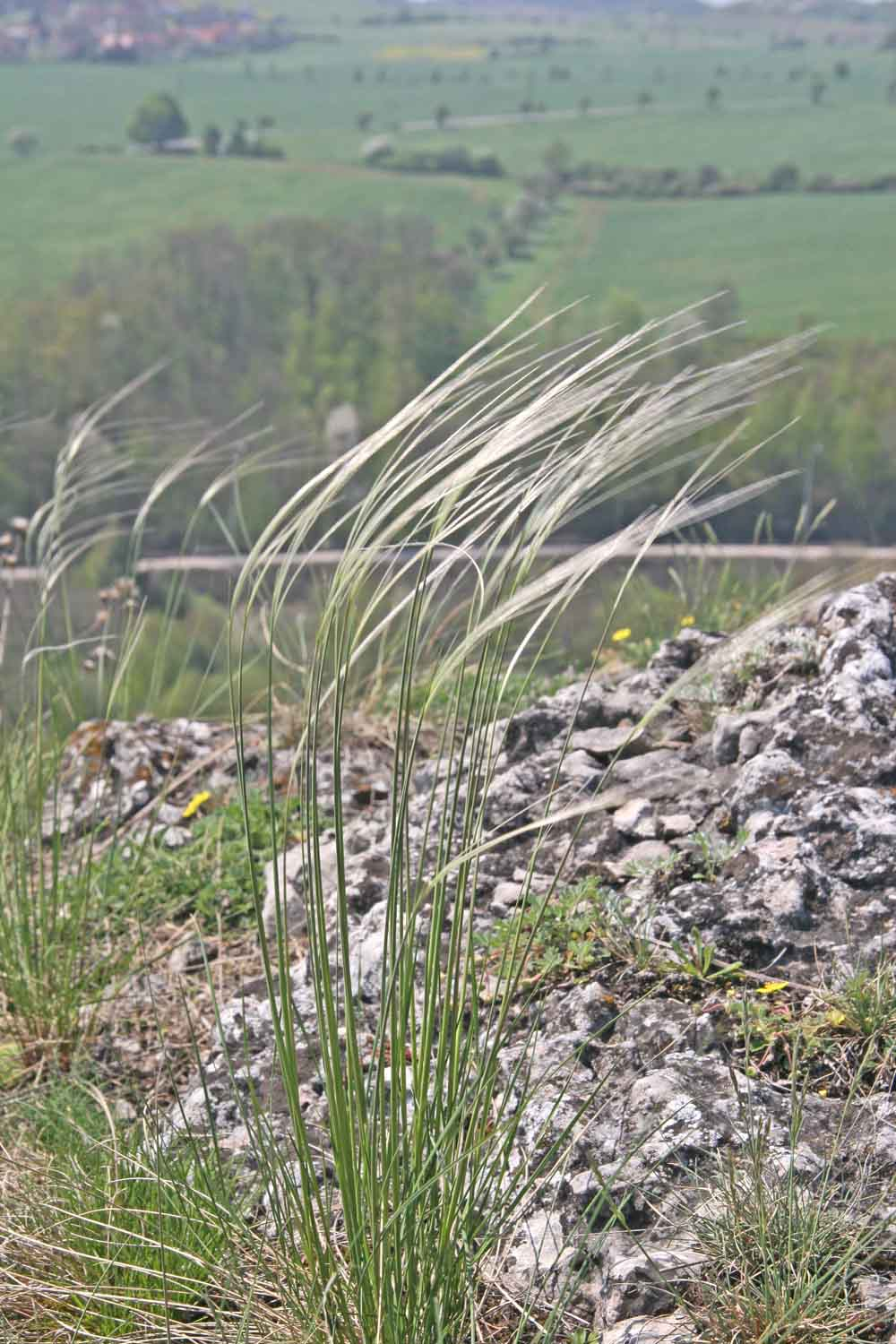
Ковила волосиста

Рослинність Провальського степу представлена лісами, чагарниками, степами, луками, болотами та водною і прибережно-водною рослинністю. Лісову рослинність складають дубові ліси з ясеном звичайним, кленом польовим і татарським, грушею звичайною, яблунею лісовою, глодом несправжньокривостовпчиковим, а також берестові гаї з кленом татарським, тереном і невеликими верболозами. Більшість цих лісів зберігаються на території Калинівського урочища.
Сучасні (типові) різнотравно-типчаково-ковилові степи займають середню і нижню частини схилів північної і східної експозицій та міжгрядові пониження на чорноземах різної потужності. Типчаники перетворюються на полідомінантні угруповання з едифікаторами ковили волосистої, української, пухнастолистої і вузьколистої. Невеликі площі займають ковила найкрасивіша і шорстка, а уздовж гребенів гряд — ковила дніпровська.
Для цього степу характерна участь північностепових видів і більш північного різнотрав'я, тут зростають ковила пірчаста, кострець прибережний, пирій середній, анемона лісова, суниці зелені, оман шорсткий, конюшина альпійська і гірська, незабудька Попова.
Травостій формацій дво- триярусний, висотою 40-80 см. Видова насиченість становить 40-60 видів на 100 м². Серед різнотрав'я переважають в'язіль барвистий, залізняки бульбистий і колючий, підмаренник справжній, шавлія дібровна і поникла тощо.
Порівняно з іншими степовими заповідниками, Провальський степ відрізняється найбільшим флористичним багатством. Тут зареєстровано 792 види судинних рослин, 46 види мохоподібних, 51 вид зелених водоростей, 25 видів лишайників, На території цього відділення зростає також 182 види грибів.
У флорі цього відділення відмічено 11 видів реліктових і 135 видів ендемічних рослин, 29 видів, занесених до Червоної книги України, 7 — до Європейського червоного списку. Багато рослин, що зберігаються тут, мають велике господарське значення: відмічено близько 100 видів лікарських, більш як 90 — декоративних, 40 — медоносних видів рослин, є значна кількість кормових видів, багатих на вітаміни, дубильні і фарбувальні речовини, більшість яких є перспективними для введення в культуру.
До Червоної книги України занесено громовик гранітний, дрік донський, калофаку волзьку, 11 видів ковили, сон чорніючий, тюльпани дібровний, змієлистий і Шренка, шафран сітчастий тощо. На території відділення росте 6 степових рослинних угруповань, занесених до Зеленої книги України: формація мигдалю низького, формації ковили української, волосистої, найкрасивішої, пухнастолистої, вузьколистої.

## Фауна

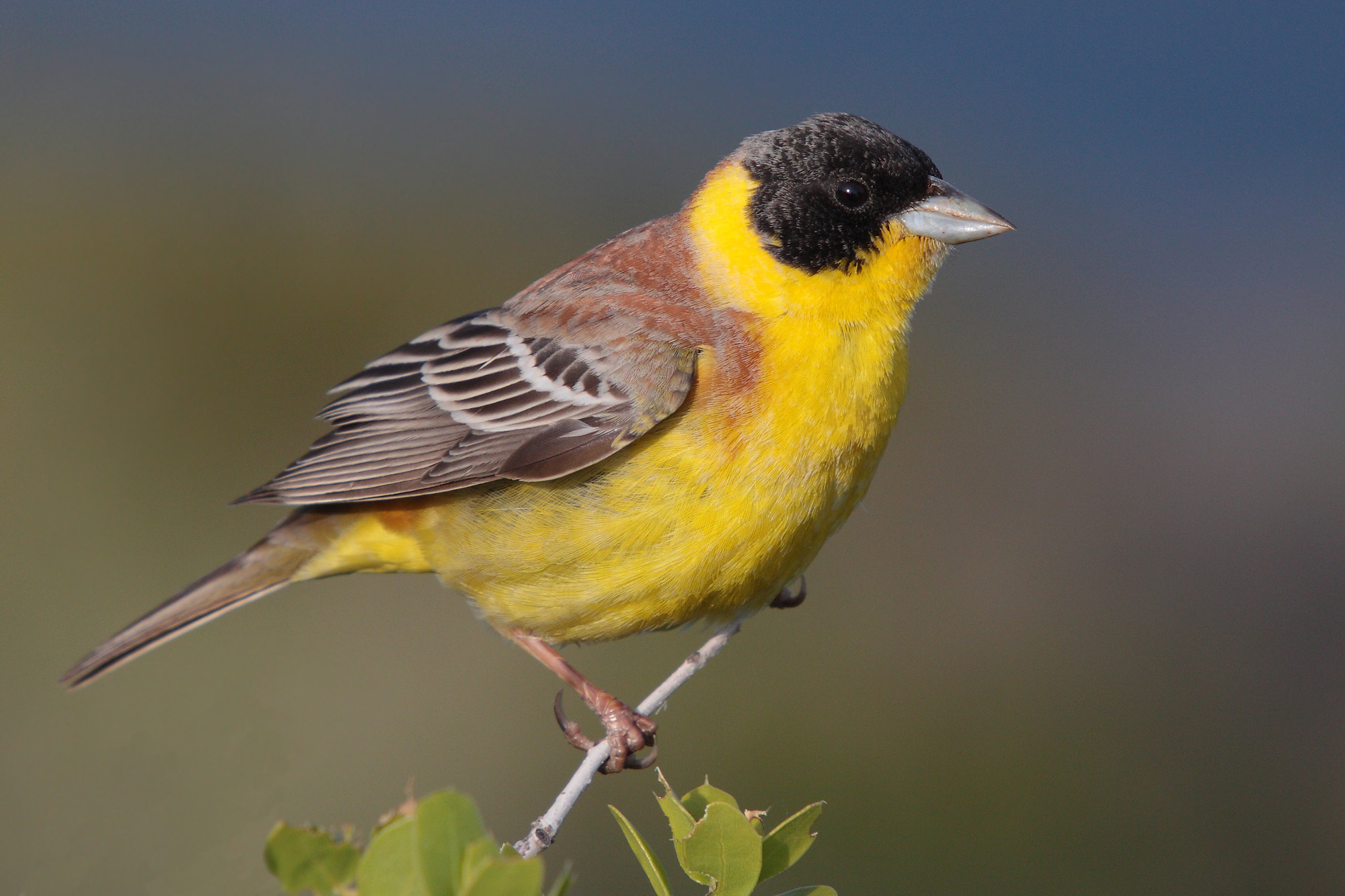
Вівсянка чорноголова

У тваринному світі Провальського степу є як степові і лісові, так і навіть напівпустельні види. Тут мешкають 250 видів павукоподібних, 1500 видів комах, 236 видів хордових, з яких 47 видів ссавців, 174 — птахів, 9 — плазунів, 6 — земноводних. У цьому відділені охороняються 22 види тварин, занесених до Європейського Червоного списку, 68 видів, занесених до Червоної книги України, 145 видів, що підлягають особливій охороні згідно з Бернською конвенцією.

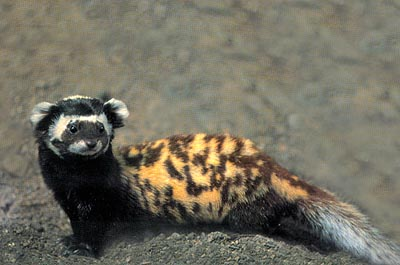
Перегузня звичайна

Із рідкісних ссавців тут зустрічаються горностай, тушкан великий, мишівка степова, перегузня, тхір степовий, борсук. По ярах та в байрачному лісі трапляються куниця кам'яна, ласиця, лисиця звичайна, вовк і єнот уссурійський. Гризуни представлені, окрім уже згаданих, ще 10 видами: численні мишаки жовтогрудий та уральський, мишка лучна, миша хатня; в степу мешкають полівка лучна та сліпак звичайний; по байрачних лісах — вивірка звичайна, соня лісова, норик підземний, мідиця мала і велика та рясоніжка мала. Іноді на територію заповідника заходять сарна європейська, дика свиня, лось.
У гніздовий період у межах Провальського степу зустрічаються огар, пугач, вівсянка чорноголова, сова вухата і сіра, боривітер звичайний, яструб великий, лунь лучний, сиворакша, одуд, рибалочка голубий, куріпка сіра. На прольоті і під час міграцій зустрічаються журавель сірий, дрофа, шпак рожевий, хохітва, орел-могильник, орлан-білохвіст, змієїд; на ставку, який розташований в охоронній зоні, — лебеді, гуси, качки, кілька видів сивкоподібних.
Рідкісні плазуни представлені «червонокнижними» — гадюкою степовою східною, полозом жовточеревим і чотирисмугим.
У межах Провальського степу і його околиць мешкають багато рідкісних видів комах: дибка степова, жук-олень, махаон, поліксена, мнемозина, ксилокопа звичайна і фіолетова, бражник карликовий, бражник дубовий тощо.